# Smith College Music Archives
Smith College Music Archives („Musikarchive des Smith Colleges“) ist eine von dem US-amerikanischen Komponisten Ross Lee Finney (1906–1997) begründete Editionsreihe mit musikalischen Werken. Sie erschien im Smith College in Northampton, Massachusetts, dem größten Frauencollege der USA, von 1935 bis 1972.

## Inhaltsübersicht
- 1. Twelve sonatas for violin and piano (violoncello ad lib.) / Francesco Geminiani
- 2. Costanza e fortezza: an opera in three acts / Johann Joseph Fux
- 3. Concerto for cello and string orchestra / Luigi Boccherini
- 4. Canzoni, sonetti, strambotti et frottole: libro tertio (Andrea Antico, 1517)
- 5. The chansons of Jacques Arcadelt
- 6. The madrigals of Cipriano de Rore: for 3 and 4 voices
- 7. La liberazione di Ruggiero dall’isola d’Alcina: a balletto / Francesca Caccini
- 8. Contrapvnti a dve voci, 1584 / Vincenzo Galilei
- 9. Concerto in A minor; Concerto in F Major: for solo violin and string orchestra / Giuseppe Tartini
- 10. Symphony, Nr. 87 in A major (Paris symphony no. 6, 1785) for flute, two oboes, two bassoons, two horns, and strings / Joseph Haydn
- 11. Eight songs: for solo voice, one or two woodwinds, and continuo / Agostino Steffani
- 12. Concerto di sonate: for violin, violoncello, and continuo, op. 4 / Tomaso Antonio Vitali
- 13. La sfera armoniosa; and, Il carro di fedeltà d’amore / Paolo Quagliati
- 14. Artifici musicali, op. XIII / Giovanni Battista Vitali
- 15. Folk songs for women’s voices / Johannes Brahms
- 16. Thirteen motets for solo voice / Mario Savioni.